# Silvia Hillenbrand
Silvia Hillenbrand, geborene Ertelt (* 30. März 1947 in Fulda) ist eine hessische Politikerin (SPD) und war Abgeordnete des Hessischen Landtags.

## Leben und Beruf
Silvia Ertelt besuchte in Großenlüder, wo sie bis zu ihrem 18. Lebensjahr lebte, die Volksschule und anschließend ein Mädchengymnasium in Fulda. Danach arbeitete sie bei der Deutschen Bundespost. Silvia Hillenbrand hat zwei Töchter und drei Enkelsöhne. Nach ihrer Wahl zur hauptamtlichen Bürgermeisterin wohnte sie wieder in Großenlüder, heute in Fulda.

## Politik
Hillenbrand ist seit 1969 Mitglied der SPD und war 13 Jahre lang Vorsitzende eines Fuldaer Ortsvereins. Von 1989 bis 2002 war sie Stadtverordnete in Fulda. Von 1991 bis 2003 war sie hessische SPD-Landtagsabgeordnete, jeweils gewählt über die Landesliste. Dort war sie unter anderem forstpolitische Sprecherin. Ab dem 26. April 1995 war sie stellvertretende Fraktionsvorsitzende.
Während ihrer Zeit als Abgeordnete verbrachte sie mehrere „Praxiswochen“ in verschiedenen Betrieben in ihrem Wahlkreis unter anderem auf einem Bauernhof. Dieser Versuch, Probleme der Basis näher kennenzulernen, fand auch bei örtlichen Politikern konkurrierender Parteien Anerkennung.
Am 10. November 2002 wurde Hillenbrand mit 52,7 Prozent der Stimmen direkt gewählte Bürgermeisterin der Gemeinde Großenlüder. 2003 trat sie ihr Amt an. Nach sechs Jahren verzichtete sie darauf, nochmals zu kandidieren. Laut ihrer eigenen Aussage, war dafür das Arbeitsklima innerhalb von Gemeindevertretung und Gemeindevorstand ausschlaggebend, wo die SPD jeweils keine Mehrheit besitzt.
Von 2010 bis 2013 war Hillenbrand ehrenamtlich zwei Stunden wöchentlich als Lesepatin an einer Schule für Lernbehinderte tätig.
Sie ist Initiatorin und Mitbegründerin der Bürgerstiftung Großenlüder, die in 2010 vom Regierungspräsidium Kassel anerkannt wurde, und in deren Vorstand sie tätig ist.
Seit 2009 arbeitet sie ehrenamtlich im Hospiz St. Elisabeth in Fulda als Sterbebegleiterin. Im Jahre 2016 übernahm sie den stellvertretenden Vorsitz des Hospiz-Fördervereins Fulda e.V.